# Lagumska
La rue Lagumska (en serbe cyrillique : Лагумска) est située à Belgrade, la capitale de la Serbie, dans la municipalité de Zemun et dans le quartier de Donji Grad.
Le nom de la rue est une référence aux lagumi, un vaste réseau de couloirs souterrains remontant à l'époque autrichienne.

## Parcours
La rue Lagumska naît à la hauteur de la rue Njegoševa. Elle s'oriente vers le sud-sud-est, traverse la rue Karamatina, croise la rue Dositejeva et se termine à la hauteur de la rue Zmaj Jovina.

## Architecture
Au n° 15 de la rue se trouve la fonderie Pantelić, créée en 1854 pour abriter l'atelier de serrurerie Pantelić ; cet atelier est ensuite devenu une fonderie spécialisée dans la coulée de cloches et la fabrication d'horloges pour les tours-clochers ; le bâtiment le plus ancien de la fonderie a été reconstruit en 1926. En raison de sa valeur architecturale et historique, l'ensemble figure sur la liste des monuments culturels de grande importance de la république de Serbie et sur la liste des biens culturels protégés de la ville de Belgrade.